# Chmielowice (Opole)
Pour les articles homonymes, voir Chmielowice.
Chmielowice est une localité polonaise du gmina de Komprachcice dans la voïvodie et le powiat d'Opole.